# Henrys Liebesleben
Henrys Liebesleben ist eine 1963 in New York City gedrehte US-amerikanische Filmkomödie mit Peter Sellers in der Titelrolle eines in zahlreiche amourösen Affären verstrickten Pianisten, dem zwei pubertierende Teenager in schwärmerischer Verliebtheit hartnäckig nachstellen. Dem Film liegt der Roman „The World of Henry Orient“ von Nora Johnson (1933–2017), die sich auch am Drehbuch beteiligte, zugrunde. Co-Autor Nunnally Johnson war ihr Vater. Die Regie führte George Roy Hill.

## Handlung
Der Film besitzt zwei Handlungsstränge, die parallel zueinander verlaufen und schließlich miteinander verschmelzen: Henry Orient ist ein ebenso talentierter und gefeierter wie eitler Starpianist, der jede freie Minute dazu nutzt, den Frauen nachzusteigen, um seine Qualitäten als begnadeter Liebhaber unter Beweis zu stellen. Eines Tages dringen, mit einiger Penetranz, Nachdruck und jugendlicher Unbekümmertheit, die pubertierenden Teenager Valerie, genannt Val, Campbell Boyd und ihre beste Freundin Marian Gilbert, genannt Gil, in sein (Liebes-)Leben vor. Die beiden 14-Jährigen toben durch die Stadt wie zwei ungestüme, ausgelassen-fröhliche Wildfänge, erzählen sich jedes Geheimnis und schwärmen von der großen Liebe. Als sie eines Tages durch Zufall auf Henry Orient stoßen, ist es um sie geschehen. Von überbordenden Gefühlen zu dem erwachsenen und deutlich älteren Mann überwältigt, beginnen Val und Gil von nun an Henry nachzustellen. Ihre Backfischsschwärmerei kennt bald keine Grenzen mehr. Sie malen sich in ihrer Fantasie die wildesten Abenteuer an seiner Seite aus und bringen ihre Schwärmereien im Tagebuch zu Papier. Selbst Henrys nächstes Konzert in New York besuchen die beiden jungen Mädchen, was den Künstler zunehmend irritiert und während seines Klaviereinsatzes völlig aus dem Konzept bringt. Der private Henry ist ein libertines Schlitzohr. Es ist ihm egal, ob seine jeweilige Geliebte gerade ledig oder verlobt oder gar verheiratet ist. Und so glaubt er bald, dass Val und Gil ihn im Auftrag des vermuteten Gatten von Stella Dunnworthy, seiner derzeitigen Geliebten, verfolgen, um ihn des Ehebruchs zu überführen.
Die beiden Freundinnen verleben zwar eine glückliche Kindheit, doch hängt bei ihnen daheim der eigene Haussegen schief: Während Marians Mutter, bei der das Mädchen lebt, bereits längst geschieden ist, steht die Ehe von Vals Eltern derzeit gerade auf der Kippe: Mrs. Boyd, ihre Mutter, betrügt ihren gutmütigen aber auch etwas einfältigen Gatten nach Strich und Faden. Als Val dahinterkommt und ihre Mutter daraufhin anspricht, leugnet diese ihren erneuten Seitensprung und liest daraufhin Vals Tagebuch. Vals Schwärmereien über Henry Orient deutet sie vollkommen falsch, Isabel Boyd glaubt, dass ihre Tochter von dem Pianisten bedrängt oder gar verführt wurde, woraufhin Mrs. Boyd Henry aufsucht und ihn davor eindringlich warnt, Val noch einmal sehen zu wollen. Henry versteht natürlich kein Wort, ist er sich in diesem Fall doch keiner Schuld bewusst. Bald finden die beiden notorischen Fremdgänger aber Gefallen aneinander und beginnen eine Affäre, die prompt von den beiden Henry weiterhin nachstellenden Mädchen beobachtet wird, als Val und Gil ihm vor seinem Apartment auflauern.
Für Valerie stürzt eine Welt zusammen, während ihre verlogene Mutter erst einmal alles leugnet. Als Frank Boyd hinter die fremdgeherischen Aktivitäten seiner treulosen Gattin kommt, trennt er sich von ihr. Henry befürchtet, dass die ganze Affäre seine Karriere massiv beschädigen könnte und verlässt die Vereinigten Staaten überstürzt. Die tiefe Enttäuschung Vals bezüglich Henry und ihrer Mutter hat aber auch etwas Heilsames: Sie ist von ihrer backfischhaften Schwärmerei gründlich kuriert und dank dieser Erfahrung ein Stück erwachsener geworden. Sie wird ihre amourösen Fantasien fortan auf gleichaltrige Jungs wie auch auf andere Themen fokussieren. Außerdem beginnt sich nunmehr ihr Vater Frank mehr um sie zu kümmern, da er sich aufgrund seiner ständigen Reisetätigkeit eine Mitschuld an den tragischen Entwicklungen der letzten Zeit gibt.

## Produktionsnotizen und Wissenswertes
Henrys Liebesleben wurde zwischen Juni und Oktober 1963 gedreht, ein kurzer Nachdreh im winterlich verschneiten New York erfolgte zum Jahresende. Der Film wurde am 19. März 1964 in New Yorks Radio City Music Hall uraufgeführt. Der Kinostart in Deutschland erfolgte am 18. Juni 1965.
Henrys Liebesleben war der US-Wettbewerbsbeitrag um die Goldene Palme bei den Filmfestspielen von Cannes im April/Mai 1964. Er wurde außerdem für den Golden Globe nominiert und gewann den NBR Award.
Die Darstellerinnen der pubertierenden Mädchen, Tippy Walker und Merrie Spaeth, 16 respektive 15 Jahre jung, gaben hier ihr Filmdebüt. Für Regisseur Hill wie für Tom Bosley, der die zweite männliche Hauptrolle verkörperte, war Henrys Liebesleben der jeweils zweite Kinofilm.
Ann Roth, die hier ihren Kinoeinstand gab, zeichnete für die Kostüme verantwortlich, James W. Sullivan (Entwürfe) und Jan Scott (Ausführung) für die Filmbauten.
Der große Erfolg dieses Films führte dazu, dass aus Henrys Liebesleben von Bob Merrill auch ein Musical (Henry, Sweet Henry) entwickelt wurde. Zwischen dem 23. Oktober und dem 31. Dezember 1967 kam es am Broadway zu 80 Aufführungen. Don Ameche verkörperte dort in der Erstbesetzung den Henry Orient.

## Kritiken
Die Kritiken fielen alles in allem außerordentlich wohlwollend aus. Nachfolgend einige in- und ausländischen Bewertungen:
Kay Wenigers Das große Personenlexikon des Films nannte George Roy Hills Inszenierung ein komödiantisches „Kleinod“ und bezeichnete Henrys Liebesleben überdies als eine „von feinsinnigem Humor getragene(n), altmodische(n) Geschichte.“
Auch der Movie & Video Guide sah in dem Film „eine wunderbare Komödie“ und nannte die schauspielerischen Leistungen von Angela Lansbury und Tom Bosley „superb“.
Halliwell’s Film Guide urteilte: „Charmante, tadellos aufgebaute, erfrischend ungewöhnliche aber überlange Komödie“.

„Mit viel inszenatorischer Routine heiter servierte Unterhaltung ohne besonderen Tiefgang, aber in manchen Augenblicken schwungvoll und sehr erheiternd. Vor allem durch die darstellerische Leistung von Peter Sellers von mitunter umwerfender Komik.“

Auch der Starkritiker der New York Times, Bosley Crowther, fand viel Gefallen an Henrys Liebesleben und meinte, es handele sich dabei „um eine der seit langem fröhlichsten und behaglichsten Filme über Teenager“.